# Altenbücken
Altenbücken (plattdeutsch Olenbücken) ist ein Ortsteil des Fleckens Bücken im Landkreis Nienburg/Weser in Niedersachsen (Deutschland).

## Geografie
Altenbücken liegt 19 Kilometer nördlich der Kreisstadt Nienburg/Weser und vier Kilometer südlich von Hoya im Marschgebiet der Weser, in die hier der Bückener Mühlenbach mündet.
Das Dorf Altenbücken, mit dem südöstlich gelegenen Weiler Stendern, ist 8,8 km² groß und hat ca. 450 Einwohner.

## Geschichte
Der Name „Altenbücken“ weist darauf hin, dass der Ort älter als das benachbarte Bücken ist, dessen Stift den Ortsnamen übernahm. In Schriften des Bremer Bischofs Ansgar aus dem Jahr 860 wird der Ort als „Bokkenhusen“ erwähnt. In diesen Schriften wird von den Wunderheilungen des Heiligen Willehad berichtet, die sich in der Zeit nach 789 zugetragen haben sollen. Seit dem 1. März 1974 ist Altenbücken ein Ortsteil der Gemeinde Bücken. Im September 2010 beging der Ort seine 1150-Jahr-Feier.

### Burg Hodenberg

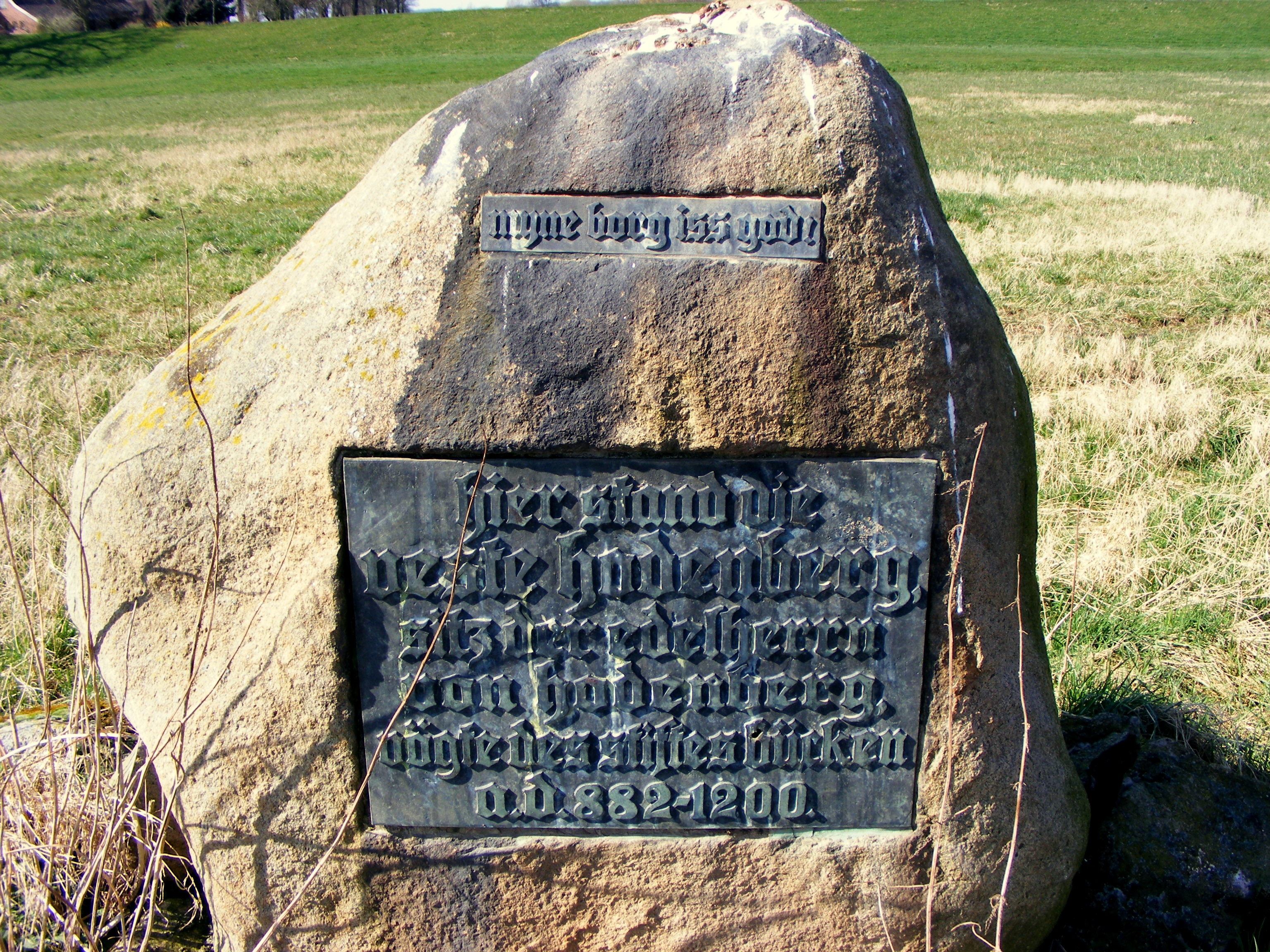
Denkmal „myne borg iss god!“

Im nördlichen Teil Altenbückens befand sich von 882 bis etwa 1206 auf einer inselartigen Bodenerhebung in der Wesermarsch die „Veste Hodenberg“, die auch „borg to der Hude“ genannt wurde. Diese Niederungsburg war der mittelalterliche Stammsitz des Adelsgeschlechts derer von Hodenberg, die bis zu ihrer Vertreibung durch den aufstrebenden Grafen von Hoya die Schirmvögte des Stifts Bücken waren. Ein Denkmal (Findling mit Wappen und Inschrift) zwischen Bücker Beeke und linker Weserseite kennzeichnet die Stelle, an der sich der Burgstall befindet.

### Stendern
Das im südlichen Teil Altenbückens befindliche Stendern (plattdeutsch Stennern) steht seit jeher in Beziehung zum Stift Bücken. Hier befand sich einer der „Siebenmeierhöfe“, auf denen die Stiftsherren lebten. Ab 985 wird ein adeliges Geschlecht „derer von Stendern“ erwähnt, das noch im 16. Jahrhundert blühte. 1929 wurde die ehemals selbstständige Gemeinde Stendern nach Altenbücken eingemeindet.
Stendern wird in unregelmäßigen Abständen vom Weserhochwasser von der Außenwelt abgeschnitten. Damit die ca. 20 Einwohner keine nassen Füße bekommen, wurden alle Wohnhäuser auf kleine, optisch kaum wahrnehmbare, Erhebungen gebaut. Die Versorgung der Bewohner wird dann durch Traktoren der ortsansässigen Landwirte sichergestellt.

## Baudenkmale

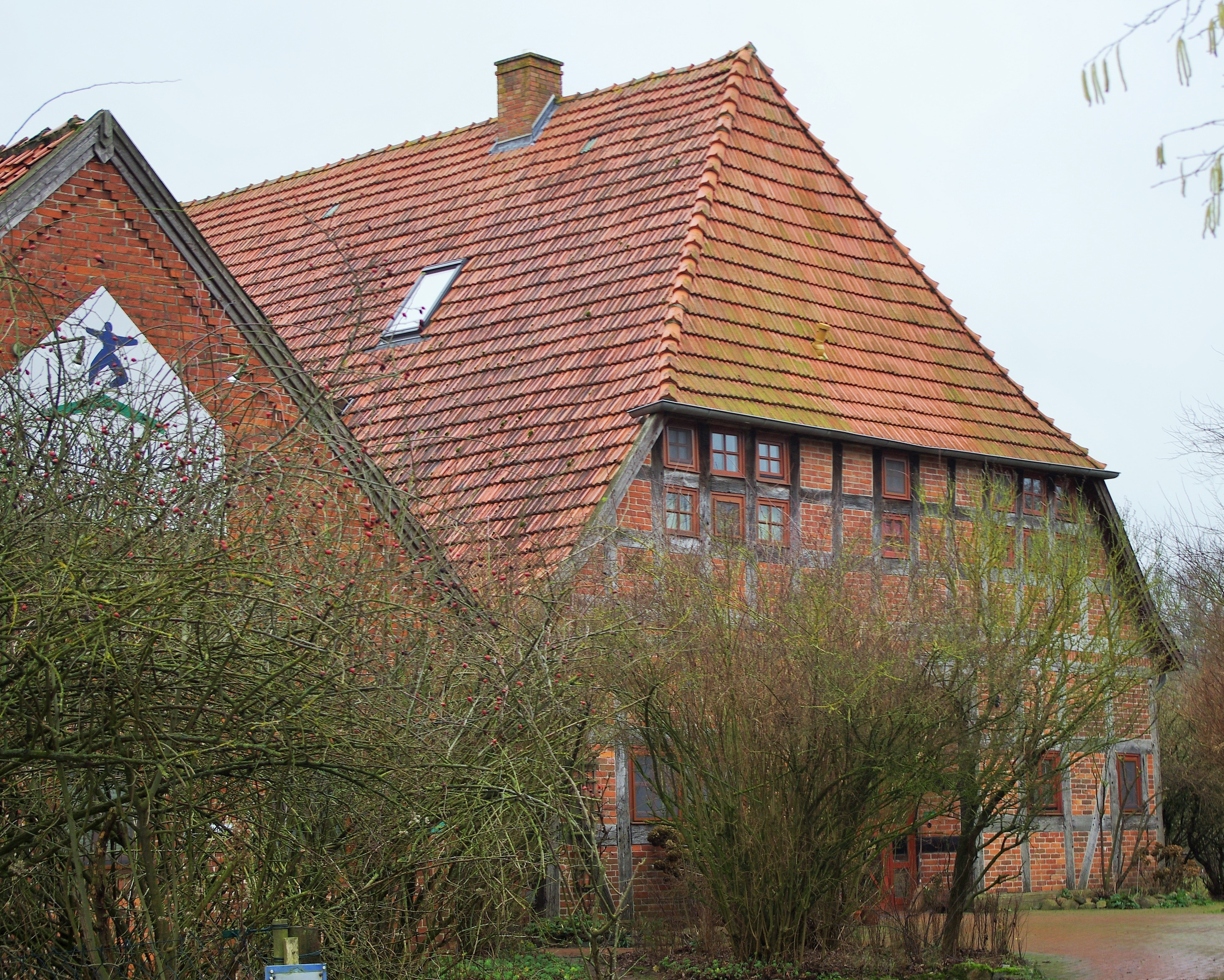
Wohn- und Wirtschaftsgebäude Schürmannsweg 25

In der Liste der Baudenkmale in Bücken ist für Altenbücken ein Baudenkmal aufgeführt:
- Das Wohn- und Wirtschaftsgebäude Schürmannsweg 25 wurde Mitte des 19. Jahrhunderts errichtet. Das Vierständer-Hallenhaus mit Vorschauer hat Ziegelfachwerk und trägt ein Halbwalmdach.

## Persönlichkeiten
- Holger „Pablo“ Hirndorf (* 1963), Maler und Objektkünstler